# Carlos Alberto Sánchez Romero
Carlos Sánchez Romero est un footballeur mexicain né le 13 février 1980 à Mexico (Mexique). 
Il évoluait à un poste de défenseur central.

## Biographie
Il a dû interrompre sa carrière le 12 août 2008 du fait de la découverte d'un caillot sanguin dans sa jambe au début d'une séance d'entrainement. Il a depuis recouvré la santé mais sa carrière professionnelle est terminée.

## Carrière de joueur
- 2002-2005 : Club América  Mexique
- 2005-2007 : San Luis FC  Mexique
- 2007-2009 : Club América  Mexique